# Río Tym
El río Tym (en ruso, Тым) es un río localizado en el oeste de Siberia, en Rusia. Es un afluente por la margen derecha del río Obi, que tiene su fuente en el Krai de Krasnoyarsk y luego discurre por el Óblast de Tomsk. Tiene 950 km de longitud y drena una cuenca de 32.000 km² (un poco mayor que Bélgica). Su caudal medio es de 240 m³/s. 

## Geografía
El río Tym nace en la parte oriental de la gran llanura de Siberia Occidental y discurre en general en dirección oeste u oeste-suroeste. Atraviesa una región pantanosa casi encontrar en su curso ninguna ciudad de importancia. Finalmente desemboca en el río Ob en la ciudad de Ust-Tym, entre las localidades de Nazino y Kargassok. 

## Navegabilidad
Al igual que todos los ríos de Siberia, el río está congelado durante un largo período. Se congela de octubre/principios de noviembre hasta finales de abril/principios de mayo. Fuera de este período, el río es navegable un tramo de 560 km desde su confluencia con el Ob.  

## Hidrometría
El caudal del río Tym se ha observado durante 61 años (el período 1937-2000) en la aldea Napas, a unos 272 km de la confluencia con el río Ob.
El caudal medio anual o módulo hidrológico observado en Napas durante este período fue de 191 m³/s para una cuenca drenada de unos 24.500 km², aproximadamente el 76% del total de captación del río (que tiene 32.300 km²). 
La lámina de agua recogida en la cuenca arroja una cifra de 246 milímetros por año, lo que puede ser considerado como bastante alto en el contexto de la cuenca del Ob caracteriza por una escorrentía más bien baja. 
El promedio mensual del caudal observado en marzo (con un mínimo de estiaje) es 59,2 m³/s, aproximadamente el 9,5% del caudal medio en junio (máximo anual con 629 m³/s), lo que muestra la amplitud, bastante moderada para Siberia, de las variaciones estacionales. 
Durante el período de observación de 61 años, el caudal mínimo mensual fue de 39,4 m³/s, en marzo de 1943, mientras que el caudal máximo mensual ascendió a 1.060 m³/s en junio de 1970. 
Considerando sólo el periodo estival, libre de hielos (de mayo a octubre), el caudal mínimo mensual observado fue del 72,6 m³/s en octubre de 1938, nivel aún cómodo. Los caudales mensuales estivales inferiores a 80 m³/s son raros, incluso excepcionales. 
Caudales medios mensuales del río Tym (m³/s) medido en la estación hidrométrica de Napas
(Datos calculados para el periodo 1937-2000)